# Ewald Jost von Baumbach
Ewald Jost von Baumbach († 1637) zum Tannenberg aus dem hessischen Adelsgeschlecht der Herren von Baumbach, war landgräflich-hessischer Ober-Forst- und Landjägermeister sowie Landvogt an der Fulda.

## Herkunft
Er war der älteste von drei Söhnen des Philipp Ludwig von Baumbach d. Ä. († 1610), Hofbeamter des Landgrafen Wilhelm IV. von Hessen-Kassel und von 1580 bis 1583 Haushofmeister des Landgrafen Philipp II. von Hessen-Rheinfels, und der Margaretha von Löwenstein. Seine Brüder waren Friedrich, der am 20. August 1592 in Kassel im Verlauf eines Gelages mit Freunden von Heidenreich von Boyneburg erstochen wurde, und Philipp Ludwig d. J. († 1618), der von 1593 bis 1604 am Hofe des Landgrafen Ludwig IV. von Hessen-Marburg, zuletzt als Haushofmeister, reüssierte, aber nach Ludwigs IV. Tod bei dessen Neffen und Erben in Ungnade fiel.

## Leben
Ewald Jost stand lebenslang in landgräflich-hessischen Diensten und stieg unter Landgraf Moritz von Hessen-Kassel zum Rat und Ober-Forst- und Landjägermeister sowie Landvogt an der Fulda auf. Er gehörte zum engeren Kreis der landgräflichen Berater und war wiederholt Mitglied landgräflicher Gesandtschaften, so auch im Marburger Erbstreit mit Landgraf Ludwig V. von Hessen-Darmstadt.
Er war wohlhabend, Besitzer der baumbachschen Güter in Binsförth und später auch in Nentershausen. Für die Kirche in Binsförth ließ er in Erfurt eine besonders schön verzierte große Glocke mit einem Relief der Heiligen Katharina gießen.
Nachdem sein Bruder Philipp Ludwig auf Grund des von den Landgrafen Moritz von Hessen-Kassel und Ludwig V. Hessen-Darmstadt gegen ihn geführten Prozesses seiner von Landgraf Ludwig IV. Hessen-Marburg erhaltenen Lehnsgüter, insbesondere des Schlosses Hachborn, verlustig gegangen und 1618 ohne Leibeserben verstorben war, gab Ewald Jost am 16. April 1625 gegen eine Abfindung alle Ansprüche auf Hachborn auf.

## Nachkommen
Aus seiner Ehe mit Margaretha von Rollshausen, Tochter des Hans von Rollshausen und der Walburgis geb. von Hahn, stammte ein Sohn, Johann Philipp († 1667); ⚭ 1628 Anna Elisabeth von Hundelshausen, dessen Söhne Adam Wilhelm († 1684) und Adolph (Adolf) Friedrich († 1725) sich den väterlichen Besitz teilten und zu Tannenberg bzw. Binsförth wohnten, sowie die drei Töchter Anna Margaretha (⚭ Burckard von Baumbach), Christina Maria (⚭ Philipp Engelhard Trott zu Solz) und Anna, die allesamt standesgemäß verheiratet wurden. Der Binsförther Zweig Adolf Friedrichs erlosch bereits mit dessen ältestem Sohn Adam Georg 1754, der Tannenberger setzte sich nach Adam Wilhelm noch mit dessen Sohn Friedrich Wilhelm († 1698) und Enkel Reinhard Wilhelm († 1773), Obervorsteher der Adligen Stifte Kaufungen und Wetter, fort.